# Nigeria en la Copa Mundial de Fútbol Sub-20 de 2011
La Selección de Nigeria fue uno de los 24 equipos participantes en la Copa Mundial de Fútbol Sub-20 de 2011, torneo que se llevó a cabo entre el 29 y el 20 de agosto de 2011 en Colombia.
En el sorteo realizado el 27 de abril en Cartagena de Indias la Selección de Nigeria quedó emparejada en el Grupo D junto con Guatemala, con quien debutó Croacia y Arabia Saudita.

## Fase de grupos

### Tabla de posiciones
| Equipo         | Pts | PJ | PG | PE | PP | GF | GC | Dif |
| -------------- | --- | -- | -- | -- | -- | -- | -- | --- |
| Nigeria        | 9   | 3  | 3  | 0  | 0  | 12 | 2  | 10  |
| Arabia Saudita | 6   | 3  | 2  | 0  | 1  | 8  | 2  | 6   |
| Guatemala      | 3   | 3  | 1  | 0  | 2  | 1  | 11 | -10 |
| Croacia        | 0   | 3  | 0  | 0  | 3  | 2  | 8  | -6  |

## Partidos
| 31 de julio de 2011, 15:00 | Nigeria                                            | 5:0 (2:0) | Guatemala | Estadio Centenario, Armenia                                               |                                                                           |
|                            | Egbedi 8' 39' · Ajagun 47' · Kayode 53' · Musa 76' | Reporte   |           | Asistencia: 9.183 espectadores Árbitro(s): Robert Schörgenhofer (Austria) | Asistencia: 9.183 espectadores Árbitro(s): Robert Schörgenhofer (Austria) |

| 3 de agosto de 2011, 20:00 | Croacia                    | 2:5 (1:2) | Nigeria                                             | Estadio Centenario, Armenia                                        |                                                                    |
|                            | Lendrić 42' · Kramarić 66' | Reporte   | Kayode 25' · Suswan 30' · Musa 62' · Nwofor 69' 73' | Asistencia: 8.415 espectadores Árbitro(s): Darío Ubriaco (Uruguay) | Asistencia: 8.415 espectadores Árbitro(s): Darío Ubriaco (Uruguay) |

| 6 de agosto de 2011, 20:00 | Arabia Saudita | 0:2 (0:1) | Nigeria                 | Estadio Hernán Ramírez Villegas, Pereira                                 |                                                                          |
|                            |                | Reporte   | Musa 45+2' · Kayode 85' | Asistencia: 13.710 espectadores Árbitro(s): Hernando Buitrago (Colombia) | Asistencia: 13.710 espectadores Árbitro(s): Hernando Buitrago (Colombia) |

### Octavos de final
| 10 de agosto de 2011, 17:00 | Nigeria    | 1:0 (0:0) | Inglaterra | Estadio Centenario, Armenia                                          |                                                                      |
|                             | Egbedi 52' | Reporte   |            | Asistencia: 18.291 espectadores Árbitro(s): Antonio Arias (Paraguay) | Asistencia: 18.291 espectadores Árbitro(s): Antonio Arias (Paraguay) |

### Cuartos de final
| 14 de agosto de 2011, 15:00 | Francia                           | 3:2 (1:1, 0:0) | Nigeria           | Estadio Olímpico Pascual Guerrero, Cali |                                     |
|                             | Lacazette 50', 104' · Fofana 102' |                | Ejike 90+3', 111' | Árbitro(s): Darío Ubriaco (Uruguay)     | Árbitro(s): Darío Ubriaco (Uruguay) |